# Bad (album)
Bad je sedmi studijski album američkog glazbenika Michaela Jacksona, koji 1987. godine objavljuje diskografska kuća Epic.
Album je objavljen gotovo pet godina nakon njegovog prethodnog studijskog albuma Thriller. Nakon 20 godina album je prodan u više od 30 milijuna primjeraka širom svijeta, od toga 8 milijuna samo u Sjedinjenim Državama. Bad je prvi i za sada jedini album koji je plasirao pet singlova na prvom mjestu Billboardove Hot 100 top ljestvice.
Na materijalu se primjećuje još veća Jacksonova sloboda nego na prethodna dva albuma, Off the Wall i najprodavaniji album svih vremena u svijetu Thriller. Jackson je napisao 9 od 11 skladbi, a uz to je bio i ko-producent u skladbi "Man in the Mirror". Na albumu je novim materijalom također zapažena i Jacksonova promjena u stilu. Album na kraju 1980-ih slijedi uspješnost svojih prethodnika i osvaja 2 Grammya, jedan za najbolji glazbeni video za skladbu "Leave Me Alone" i drugi za najbolju tehničku izvedbu albuma, koju su uradili Bruce Swedien i Humberto Gatica. Album je također zauzeo 43 mjesto popisa 100 najboljih albuma svih vremena, kojeg je objavila glazbena televizijska kuća VH1 i i 202. na popisu 500 najvećih albuma svih vremena, časopisa Rolling Stonea.

## Snimanje
Jackson je počeo sa snimanjem demosnimki nekoliko mjeseci nakon posljednjeg nastupa na Victory turneji 1984. godine na kojoj je nastupao zajedno sa svojom braćom. Snimanje materijala se odvijalo između studenog 1986. i 9. srpnja 1987. godine, osim skladbe "Another Part of Me", koja je snimljena 1986. za film Captain EO. Jackson je napisao 60 skladbi od koji je htio 30 snimiti na set od tri CD-a. Dugogodišnji producent Quincy Jones odlučio je da će deset skladbi biti na CD-u i jedna kao singl na gramofonskoj ploči. CD izdanje je kao bonus skladbu uključivalo i "Leave Me Alone". Jackson je od 11 skladbi napisao devet. Terry Britten (napisao za Tinu Turner "What's Love Got to Do With It") i Graham Lyle napisali su skladbu "Just Good Friends". Siedah Garrett i Glen Ballard napisali su "Man in the Mirror". Stevie Wonder u duetu s Jacksonom pjeva skladbu "Just Good Friends", a Steve Stevens svira solo gitaru u skladbi "Dirty Diana".
Za vrijeme dok se snimao materijal za album Bad, bilo je nekih razmirica između Jacksona i Jones oko toga koje će se skladbe naći na albumu. Čitavo vrijeme se nisu mogli složiti oko skladbi "Streetwalker" i "Another Part of Me" (koja je snimljena za film iz 1986. Captain EO). Jackson je htio "Streetwalker", dok je Jones bio za "Another Part of Me". Na kraju je odluku donio Jacksonov menadžer Frank Dileo. Prema riječima Quincya Jonesa, njih trojica su se našli kako bi donijeli konačnu odluku koju skladbu uvrstiti na album. Jackson je otpjevao "Streetwalker", a Dileo nije bio impresioniran njome, već mu se više svidjela "Another Part of Me" na koju je odmah zaplesa, te je ona na kraju i snimljena na albumu.
Skladba "Bad" izvorno je bila namijenjena za duet između Jacksona i Princa, ali Prince je to odbio govoreći da će skladba bez obzira na njega, svakako biti velika uspješnica. Tijekom godina razvio se veliki rivalitet između Jacksona i Princa, stoga je Jacksonov plan bio da stvori priču za medije, podižući tenzije između sebe i Princa kroz skladbu.
Skladba "I Just Can't Stop Loving You" bila je predviđena da se otpjeva u ženskom duetu. Ponude su dobile Barbra Streisand, Aretha Franklin i Whitney Houston, koje su sve redom odbile, nakon čega je izabran R&B pjevač i skladatelj Siedah Garrett.

## Zapažanja
U trenutku kada je objavljen album Bad, njegov prethodnik je dosegao broj od 40 milijuna prodanih primjeraka. Bad je prvi od Jacksonovog album koji je došao na #1 Billboardove Hot 200 top ljestvice i tamo se zadržao šest tjedana. Album se u Sjedinjenim Državama prodao u više od 8 milijuna primjeraka. U Velikoj Britaniji se za 5 dana prodao u više od 500.000 primjeraka sve do konačnog broja od 3,9 milijuna i trenutno ima nakladu od 13x platinasti. To je Jacksonov najprodavaniji album u Britaniji. Cjelokupno to je Jacksonov treći najprodavaniji album iza Thrillera i Dangerousa, s 30 milijuna prodanih primjeraka.
Jackson je također postavio rekord jer je album prvi s kojeg je pet skladbi došlo na #1 američkih top ljestvica. U lipnju 2006. godine je objavljeno od strane The Official UK Charts kompanije, da je album Bad deveti najprodavaniji u Britaniji svih vremena. nakon ovog albuma završava vrlo uspješna suradnja Jacksona i producenta Jonsa. Kasnije, Jackson prelazi više na samostalni rad gdje više producira svoj materijal uz asistenciju Teddyja Rileya, Jimmyja Jama i Terryja Lewisa i Rodneyja Jerkinsa.
Časopis Rolling Stone je izjavio da je ovaj album čak bolji od Thrillera, jer posjeduje bolje, više seksi i bogatije skladbe, a između ostalog tu su skladbe "Speed Demon", "Dirty Diana" i "Liberian Girl".
Unatoč velikom uspjehu albuma u anketi od 23.000 ispitanih američkih građana, koju je objavio časopis Rolling Stone, Jackson je bio na prvom mjestu za najgori album (Bad) i najgori singl ("Bad"). Američki časopis TIME mišljenja je da je Jackson dobio negativne reakcije samo u pojedinim dijelovima zemlje.
2001. godine objavljen je album koji sadrži tri nove skladbe i knjižicu s tri nova teksta, stihove i ranije neviđene fotografije.
2002. godine album je postavljen na 202. mjesto popisa 500 najboljih albuma svih vremena koju je objavio časopis Rolling Stone.

## Marketing
Tijekom ovog razdoblja Jackson je po prvi puta koristio prednosti marketinga u svrhu promocije albuma. Godinu dana prije nego što je objavljen album Bad, Jackson koristi nekoliko načina kako bi se mediji zainteresirali za njegov kratki film, Captain EO (u njemu Jakson glumi kapetana svemirskog broda), tijekom snimanja albuma. Kasnije je snimio dokumentarni film The Magic Returns, o svom životu koji se prikazivao na CBS-u. Na kraju filma premijerno je izveden spot za skladbu "Bad" u kojem se na kraju pojavljuje i glumac Wesley Snipes.
Jacksonova marketinška strategija, koju je predvodio Frank DiLeo, napravila je još jedan kratki film za vrijeme Bad World Tour turneje, nazvan Moonwalker. Film uključuje skladbe "Bad", "Speed Demon", "Leave Me Alone" i "Smooth Criminal", a zadnje dvije kasnije predstavljaju spotove svojih singlova. Jackson ovo vrijeme koristi da piše o sebi, te 1988. godine izdaje životopisnu knjigu nazvanu Moonwalk.
Jacksonu je svjetska turneja Bad na kraju donijela 125 milijuna dolara. Iako je Jacksonu ovakav ishod donio status superzvijezde, pojedini su američki mediji u usporedbi s prethodnim albumom Thriller govorili da je ovaj razočarenje.

## Popis pjesama
| Br. | Skladba                                                   | Autor                        | Trajanje |
| --- | --------------------------------------------------------- | ---------------------------- | -------- |
| 1.  | »Bad«                                                     | Michael Jackson              | 4:07     |
| 2.  | »The Way You Make Me Feel«                                | Jackson                      | 4:58     |
| 3.  | »Speed Demon«                                             | Jackson                      | 4:03     |
| 4.  | »Liberian Girl«                                           | Jackson                      | 3:53     |
| 5.  | »Just Good Friends« (duet sa Stevom Wonderom)             | Terry Britten, Graham Lyle   | 4:08     |
| 6.  | »Another Part of Me«                                      | Jackson                      | 3:54     |
| 7.  | »Man in the Mirror«                                       | Glen Ballard, Siedah Garrett | 5:19     |
| 8.  | »I Just Can't Stop Loving You« (duet with Siedah Garrett) | Jackson                      | 4:13     |
| 9.  | »Dirty Diana«                                             | Jackson                      | 4:40     |
| 10. | »Smooth Criminal«                                         | Jackson                      | 4:17     |

| 12. | »Intervju sa Quincom Jonesom #1«                                                                           | 4:03 |
| 13. | »Streetwalker« (prethodno neobjavljena)                                                                    | 5:49 |
| 14. | »Intervju sa Quincom Jonesom #2«                                                                           | 2:53 |
| 15. | »Todo Mi Amor Eres Tu« (Španjolska verzija skladbe "I Just Can't Stop Loving You", prethodno neobjavljena) | 4:05 |
| 16. | »Intervju sa Quincom Jonesom #3«                                                                           | 2:30 |
| 17. | »Spoken intro to Fly Away«                                                                                 | 0:08 |
| 18. | »Fly Away« (prethodno neobjavljena)                                                                        | 3:26 |

Reizdanje albuma Bad ima niz promjena u odnosu na izvornu verziju iz 1987. godine.
- U skladbi "Bad" nanovo je aranžiran rog.
- Skladba "The Way You Make Me Feel" ima bogatiji vokal i vokale u pozadini.
- U skladbi "I Just Can't Stop Loving You" zanemaren je Jacksonov govor u uvodu.
- "Dirty Diana" zamijenjena je sa 7-inčnom obradom skladbe.
- U skladbi "Smooth Criminal" zanemareno je dramatično disanje unutar uvoda.

## Singlovi
1. Srpanj 1987. - "I Just Can't Stop Loving You" SAD #1 / UK #1
2. Rujan 1987. - "Bad" SAD #1 / UK #3
3. Studeni 1987. - "The Way You Make Me Feel" SAD #1 / UK #3
4. Siječanj 1988. - "Man in the Mirror" SAD #1 / UK #21
5. Travanj 1988. - "Dirty Diana" SAD #1 / UK #4
6. Srpanj 1988. - "Another Part of Me" SAD #11 / UK #15
7. Rujan 1988. - "Smooth Criminal" SAD #7 / UK #8
8. Siječanj 1989. - "Leave Me Alone" UK #2
9. Lipanj 1989. - "Liberian Girl" UK #13[13]

## Top ljestvica
| Ljestvica (1987.)      | Pozicija |
| ---------------------- | -------- |
| Australija             | 2        |
| Austrija               | 1        |
| Brazil                 | 1        |
| Kanada                 | 1        |
| Francuska              | 1        |
| Njemačka               | 1        |
| Italija                | 1        |
| Japan                  | 1        |
| Nizozemska             | 1        |
| Novi Zeland            | 1        |
| Norveška               | 1        |
| Švedska                | 1        |
| Švicarska              | 1        |
| Velika Britanija       | 1        |
| Billboard 200          | 1        |
| SAD R&B/Hip-Hop albumi | 1        |

### Certifikati
| Zemlja           | Certifikat     | Prodaja   |
| ---------------- | -------------- | --------- |
| Australija       | 5x Platinsti   | 350.000   |
| Austrija         | 4x Platinasti  | 80.000    |
| Brazil           | Dijamantski    | 1.100.000 |
| Kanada           | 7x Platinasti  | 700.000   |
| Francuska        | Dijamantski    | 1.400.000 |
| Njemačka         | 4x Platinasti  | 2.000.000 |
| Japan            | Dijamantski    | 1.000.000 |
| Španjolska       | 7x Platinasti  | 500.000   |
| Velika Britanija | 13x Platinasti | 3.600.000 |
| SAD              | 8x Platinasti  | 8.100.000 |

### Prodaja u Sjedinjenim Državama
| Period                                  | RIAA award                                              | U.S. shipments | Ukupno    |
| --------------------------------------- | ------------------------------------------------------- | -------------- | --------- |
| 31. kolovoza 1987. – 9. studenog 1987.  | Zlatni, Platinasti & 3x Platinasti do 9. studenog 1987. | 3.000.000      | 3.000.000 |
| 10. studenog 1987. – 31. prosinca 1987. | 4x Platinasti do 31. prosinca 1987.                     | 1.000.000      | 4.000.000 |
| 1. siječnja 1988. – 21. ožujka 1988.    | 5x Platinasti do 21. ožujka 1988.                       | 1.000.000      | 5.000.000 |
| 22. ožujka 1988 - 1. lipnja 1988.       | 6x Platinasti do 1. lipnja 1988.                        | 1.000.000      | 6.000.000 |
| 2. lipnja 1988 - 25. kolovoza 1993.     | 7x Platinasti do 25. kolovoza 1993.                     | 1.000.000      | 7.000.000 |
| 26. kolovoza 1993. – 29. rujna 1994.    | 8x Platinasti do 29. rujna 1994.                        | 1.000.000      | 8.000.000 |

## Impresum
| "Bad" - Autor i skladatelj: Michael Jackson - Prvi i prateći vokali: Michael Jackson - Solo na midi orguljama Hammond B3: Jimmy Smith - Sintisajzer (solo): Greg Phillinganes - Bubnjevi: John Robinson - Programiranje bubnjeva: Douglas Getschal - Gitara: David Williams - Saksofon: Kim Hutchcroft and Larry Williams - Trube: Gary Grant and Jerry Hey - Udaraljke: Paulinho Da Costa - Synclavier klavijature, digitalna gitara: Christopher Currell - Sintisajzer: John Barnes, Michael Boddicker i Greg Phillinganes - Aranžman ritam sekcije: Michael Jackson, Christopher Currell i Quincy Jones - Aranžman roga: Jerry Hey - Aranžman vokala: Michael Jackson "The Way You Make Me Feel" - Autor i skladatelj: Michael Jackson - Prvi i prateći vokali i pucketanje prstima: Michael Jackson - Bubnjevi: John Robinson - Programiranje bubnjeva: Douglas Getschal - Saksofon: Kim Hutchcroft and Larry Williams - Trube: Gary Grant and Jerry Hey - Udaraljke: Ollie E. Brown and Paulinho Da Costa - Synclavier i pucketanje prstima: Christopher Currell - Sintisajzer: John Barnes, Michael Boddicker i Greg Phillinganes - Programiranje sintisajzera: Larry Williams - Aranžman ritam sekcije i vokala: Michael Jackson - Aranžman roga: Jerry Hey "Speed Demon" - Autor i skladatelj: Michael Jackson - Prvi i prateći vokali i vokal na sintisajzeru: Michael Jackson - Solo na midi saksofonu: Larry Williams - Bubnjevi: Miko Brando, Ollie E. Brown i John Robinson - Programiranje bubnjeva: Douglas Getschal - Gitare: Bill Bottrell i David Williams - Saksofon: Kim Hutchcroft - Trube: Gary Grant and Jerry Hey - Udaraljke: Ollie E. Brown i Paulinho Da Costa - Synclavier i efekti: Christopher Currell - Sintisajzer: John Barnes, Michael Boddicker i Greg Phillinganes - Programiranje sintisajzera: Eric Persing - tonski tehničar: Ken Caillat i Tom Jones - Aranžman ritam sekcije: Michael Jackson i Quincy Jones - Aranžman vokala: Michael Jackson - Aranžman sintisajzera i roga: Jerry Hey "Liberian Girl" - Autor i skladatelj: Michael Jackson - Prvi i prateći vokali: Michael Jackson - Bubnjevi: Miko Brando, Ollie E. Brown i John Robinson - Programiranje bubnjeva: Douglas Getschal - Udaraljke: Ollie E. Brown i Paulinho Da Costa - Synclavier i efekti: Christopher Currell - Sintisajzer: John Barnes, Michael Boddicker, David Paich i Larry Williams - Programiranje sintisajzera: Steve Porcaro - Swahili pjevanje: Letta Mbulu - Aranžman ritam sekcije: Michael Jackson, John Barnes i Quincy Jones - Aranžman sintisajzera: Jerry Hey, John Barnes i Quincy Jones - Aranžman vokala: Michael Jackson i John Barnes - Aranžman Swahili pjevanja: Caiphus Semenya "Just Good Friends" - Autor i skladatelj: Terry Britten i Graham Lyle - Duet: Michael Jackson i Stevie Wonder - Solo na sintisajzeru: Stevie Wonder - Bubnjevi: Ollie E. Brown, Humberto Gatica i Bruce Swedien - Programiranje bubnjeva: Cornelius Mims - Gitara: Michael Landau - Saksofon: Kim Hutchcroft i Larry Williams - Trube: Gary Grant and Jerry Hey - Udaraljke: Paulinho Da Costa - Synclavier: Christopher Currell - Sintisajzer: Michael Boddicker, Rhett Lawrence, Greg Phillinganes i Larry Williams - Aranžman ritam sekcije, sintisajzera i vokala: Terry Britten, Graham Lyle i Quincy Jones - Aranžman roga: Jerry Hey "Another Part of Me" - Autor i skladatelj: Michael Jackson - Prvi i prateći vokali: Michael Jackson - Gitare: Paul Jackson, Jr. i David Williams - Saksofon: Kim Hutchcroft and Larry Williams - trube: Gary Grant and Jerry Hey - Synclavier: Christopher Currell - Sintisajzer: Rhett Lawrence and John Barnes - Aranžman ritam sekcije i vokala: Michael Jackson and John Barnes - Aranžman roga: Jerry Hey "Man in the Mirror" - Autor i skladatelj: Siedah Garrett i Glen Ballard - Prvi i prateći vokali: Michael Jackson uključujući i Siedaha Garretta, the Winans the Andrae Crouch zbor - Pljesak: Ollie E. Brown - Gitara: Dann Huff - Klavijature: Stefan Stefanović - Sintisajzer: Glen Ballard i Randy Kerber - Prateći vokali: Siedah Garrett, The Winans (Carvin, Marvin, Michael i Ronald Winans), The Andrae Crouch zbor (Sandra Crouch, Maxi Anderson, Rose Banks, Geary Faggett, Vonciele Faggett, Andrew Gouche, Linda Green, Francine Howard, Jean Johnson, Perry Morgan i Alfie Silas) - Aranžman ritam sekcije: Glen Ballard i Quincy Jones - Aranžman sintisajzera: Glen Ballard, Quincy Jones i Jerry Hey - Aranžman vokala: Andrae Crouch | "I Just Can't Stop Loving You" - Autor i skladatelj: Michael Jackson - Duet: Michael Jackson i Siedah Garrett - Bas gitara: Nathan East - Bubnjevi: N'dugu Chancler - Gitara: Dann Huff - Udaraljke: Paulinho Da Costa - Piano: John Barnes - Synclavier: Christopher Currell - Sintisajzer: David Paich i Greg Phillinganes - Programiranje sintisajzera: Steve Porcaro - Aranžman ritam sekcije: Quincy Jones - Aranžman sintisajzera: David Paich i Quincy Jones - Aranžman vokala: Michael Jackson i John "Dirty Diana" - Autor i skladatelj: Michael Jackson - Prvi i prateći vokali: Michael Jackson - Solo na gitari: Steve Stevens - Bubnjevi: John Robinson - Programiranje bubnjeva: Douglas Getschal - Gitara: Paul Jackson, Jr. i David Williams - Synclavier: Christopher Currell - Sinteza synclaviera: Denny Jaeger - Sintisajzer: John Barnes, Michael Boddicker i Randy Waldman - Aranžman ritam sekcije: Michael Jackson, John Barnes i Jerry Hey - Aranžman sintisajzera: Michael Jackson, Quincy Jones i John Barnes - Aranžman žičanih glazbala: John Barnes - Vocal arrangement by Michael Jackson "Smooth Criminal" - Autor i skladatelj: Michael Jackson - Prvi i prateći vokali i pljeskanje: Michael Jackson - Bubnjevi: Bill Bottrell, John Robinson and Bruce Swedien - Gitara: David Williams - Saksofon: Kim Hutchcroft i Larry Williams - Trube: Gary Grant i Jerry Hey - Piano: Kevin Maloney - Synclavier: Christopher Currell - Synclavier efekti: Denny Jaeger i Michael Rubini - Sintisajzer: John Barnes i Michael Boddicker - Glasnogovornik policije: Bruce Swedien - Aranžman ritam sekcije: Michael Jackson i John Barnes - Aranžman roga: Jerry Hey - Aranžman vokala: Michael Jackson "Leave Me Alone" - Autor i skladatelj: Michael Jackson - Prvi i prateći vokali i vokal na sinitsajzeru: Michael Jackson - Programiranje bubnjeva i sintisajzera: Larry Williams - Gitara: Paul Jackson, Jr. - Programiranje synclaviera i sintisajzera: Casey Young - Sintisajzer: Greg Phillinganes - Aranžman ritam sekcije i vokala: Michael Jackson "Streetwalker" - Autor i skladatelj: Michael Jackson "Todo Mi Amor Eres Tú (I Just Can't Stop Loving You)" - Autor i skladatelj: Michael Jackson i Rubén Blades "Fly Away" - Autor i skladatelj: Michael Jackson - Producent - Quincy Jones - Ko-producent - Michael Jackson - Snimatelj i miks majstor - Bruce Swedien - tehničar - Humberto Gatica - Tehnički direktor: Craig Jonhnson - Dodatna snimanja - Claudio Ordenes, Bill Bottrel, Matt Forger, Craig Johnson, Gary Olazabal i Brian Malouf - Tehnički asistent: Debbie Johnson, Claudio Ordenes, Brad Sundberg i Laura Livingstone |